# Gödöllő
Gödöllő là một thành phố thuộc hạt Pest, Hungary. Thành phố này có diện tích 61,97 km², dân số năm 2010 là 33901 người, mật độ 547 người/km².

## Địa lý
Gödöllő nằm trong vùng đồi cùng tên, giáp với Isaszeg về phía nam, Domony về phía đông, Kerepes về phía tây và Szada về phía bắc.

### Khí hậu
Gödöllő có khí hậu đại dương (phân loại khí hậu Köppen Cfb).
| Dữ liệu khí hậu của Gödöllő             | Dữ liệu khí hậu của Gödöllő | Dữ liệu khí hậu của Gödöllő | Dữ liệu khí hậu của Gödöllő | Dữ liệu khí hậu của Gödöllő | Dữ liệu khí hậu của Gödöllő | Dữ liệu khí hậu của Gödöllő | Dữ liệu khí hậu của Gödöllő | Dữ liệu khí hậu của Gödöllő | Dữ liệu khí hậu của Gödöllő | Dữ liệu khí hậu của Gödöllő | Dữ liệu khí hậu của Gödöllő | Dữ liệu khí hậu của Gödöllő | Dữ liệu khí hậu của Gödöllő |
| Tháng                                   | 1                           | 2                           | 3                           | 4                           | 5                           | 6                           | 7                           | 8                           | 9                           | 10                          | 11                          | 12                          | Năm                         |
| --------------------------------------- | --------------------------- | --------------------------- | --------------------------- | --------------------------- | --------------------------- | --------------------------- | --------------------------- | --------------------------- | --------------------------- | --------------------------- | --------------------------- | --------------------------- | --------------------------- |
| Cao kỉ lục °C (°F)                      | 18.1 (64.6)                 | 19.7 (67.5)                 | 25.4 (77.7)                 | 30.2 (86.4)                 | 34.0 (93.2)                 | 39.5 (103.1)                | 40.7 (105.3)                | 39.4 (102.9)                | 35.2 (95.4)                 | 30.8 (87.4)                 | 22.6 (72.7)                 | 19.3 (66.7)                 | 40.7 (105.3)                |
| Trung bình ngày tối đa °C (°F)          | 1.2 (34.2)                  | 4.5 (40.1)                  | 10.2 (50.4)                 | 16.3 (61.3)                 | 21.4 (70.5)                 | 24.4 (75.9)                 | 26.5 (79.7)                 | 26.0 (78.8)                 | 22.1 (71.8)                 | 16.1 (61.0)                 | 8.1 (46.6)                  | 3.1 (37.6)                  | 15.0 (59.0)                 |
| Trung bình ngày °C (°F)                 | −1.6 (29.1)                 | 1.1 (34.0)                  | 5.6 (42.1)                  | 11.1 (52.0)                 | 15.9 (60.6)                 | 19.0 (66.2)                 | 20.8 (69.4)                 | 20.2 (68.4)                 | 16.4 (61.5)                 | 11.0 (51.8)                 | 4.8 (40.6)                  | 0.4 (32.7)                  | 10.4 (50.7)                 |
| Tối thiểu trung bình ngày °C (°F)       | −4.0 (24.8)                 | −1.7 (28.9)                 | 1.7 (35.1)                  | 6.3 (43.3)                  | 10.8 (51.4)                 | 13.9 (57.0)                 | 15.4 (59.7)                 | 14.9 (58.8)                 | 11.5 (52.7)                 | 6.7 (44.1)                  | 2.1 (35.8)                  | −1.8 (28.8)                 | 6.3 (43.3)                  |
| Thấp kỉ lục °C (°F)                     | −25.6 (−14.1)               | −23.4 (−10.1)               | −15.1 (4.8)                 | −4.6 (23.7)                 | −1.6 (29.1)                 | 3.0 (37.4)                  | 5.9 (42.6)                  | 5.0 (41.0)                  | −3.1 (26.4)                 | −9.5 (14.9)                 | −16.4 (2.5)                 | −20.8 (−5.4)                | −25.6 (−14.1)               |
| Lượng Giáng thủy trung bình mm (inches) | 38.5 (1.52)                 | 36.7 (1.44)                 | 37.4 (1.47)                 | 47.2 (1.86)                 | 64.5 (2.54)                 | 69.8 (2.75)                 | 50.4 (1.98)                 | 49.5 (1.95)                 | 42.7 (1.68)                 | 46.9 (1.85)                 | 59.9 (2.36)                 | 49.3 (1.94)                 | 592.8 (23.34)               |
| Số ngày giáng thủy trung bình           | 7                           | 6                           | 6                           | 6                           | 8                           | 8                           | 7                           | 6                           | 5                           | 5                           | 7                           | 7                           | 78                          |
| Số giờ nắng trung bình tháng            | 55                          | 84                          | 137                         | 182                         | 230                         | 248                         | 274                         | 255                         | 197                         | 156                         | 67                          | 48                          | 1.933                       |
| Nguồn: www.met.hu                       |                             |                             |                             |                             |                             |                             |                             |                             |                             |                             |                             |                             |                             |

## Thành phố kết nghĩa
Gödöllő kết nghĩa với:
- Giessen, Đức (1988)
- Forssa, Phần Lan (1990)
- Miercurea Ciuc, Romania (1990)
- Wageningen, Hà Lan (1992)
- Senta, Serbia (1994)
- Dunajská Streda, Slovakia (1994)
- Laxenburg, Áo (1997)
- Turnhout, Bỉ (1999)
- Żywiec, Ba Lan (2002)
- Aichach, Đức (2006)
- Valdemoro, Tây Ban Nha (2008)
- Brandýs nad Labem-Stará Boleslav, Cộng hòa Séc (2009)
- Bogor, Indonesia (2009)
- Bad Ischl, Áo (2012)
- Chương Châu, Trung Quốc (2013)
- Beit Aryeh-Ofarim, Israel (2015)